# Leland (Illinois)
Leland est un village du comté de LaSalle dans l'Illinois, aux États-Unis,. Situé au nord du comté, il est incorporé le 30 novembre 1872.

## Démographie
Lors du recensement de 2010, le village comptait une population de 977 habitants. Elle est estimée, en 2016, à 936 habitants.

### Source de la traduction
- (en) Cet article est partiellement ou en totalité issu de l’article de Wikipédia en anglais intitulé « Leland, Illinois » (voir la liste des auteurs).